# نيرجا
نيرجا (بالإنجليزية: Neerja)‏ هو فيلم هندي مقتبس عن قصة اختطاف نيرجا بانوت والتي تعد أحداثه حقيقية، صدر عام 2016 من إخراج رام مادفاني وبطولة سونام كابور وشبانة عزمي وغيرهم، وتم الإنتاج من قبل أتول كاسبيكار مع استديوهات فوكس ستار ستوديوس.
نيرجا هو فيلم هندي تم إنتاجه عام 2016 يحكي عن قصة واقعية باختطاف طائرة بان اميركان الرحلة 73 القادمة من مومباي إلى الولايات المتحدة الأمريكية.
تدور أحداث الفيلم عن شخصية مضيفة الطيران نيرجا بانوت التي قاومت قدر استطاعتها الإرهابيين المسلحين على متن الطائرة، وقامت الفنانة سونام كابور بتجسيد شخصية نيرجا.

## طاقم العمل
- سونام كابور في دور نيرجا بانوت
- شبانة عزمي في دور راما بانوت
- يوجيندرا تيكو في دور هاريش بانوت
- شيكار رافيجاني في دور صديق نيرجا
- سدح أورهان في دور سعد مالك